# 이지마촌 (아키타현)
이지마촌(飯島村)은 아키타현 미나미아키타군에 설치되었던 촌이다.